# Octodesmus parvulus
Octodesmus parvulus är en skalbaggsart som först beskrevs av Pierre Lesne 1897.  Octodesmus parvulus ingår i släktet Octodesmus och familjen kapuschongbaggar. Inga underarter finns listade i Catalogue of Life.